# 伊部幸顕
伊部 幸顕（いべ さちあき、1941年3月17日 - ）は、日本の実業家、ゼリア新薬工業株式会社代表取締役会長兼CEO。

## 人物・経歴
1941年3月17日生まれ。東京都出身。立教大学卒業。
ゼリア新薬工業株式会社入社後、1972年3月、同社取締役に就任。
1978年4月、常務取締役、1981年4月、代表取締役専務取締役を歴任後、1982年4月、代表取締役社長に就任。2014年6月、代表取締役会長兼CEOに就任。
社長就任以来、消化器系領域に特化した医療用医薬品事業と、特長ある製品群を主体としたコンシューマーヘルスケア事業を両輪に据え、さらにグローバル展開を推進した積極的な経営で事業拡大と企業体質の強化に努め、将来に向けた発展基盤を作ってきた。会長兼CEOとしてグループのさらなる発展に向けた取り組みを推進する。